# Neuplanitz
Neuplanitz ist ein Stadtteil der Stadt Zwickau, die seit 2008 Kreisstadt des Landkreises Zwickau im Freistaat Sachsen ist. Die Siedlung liegt im Stadtbezirk Zwickau-Süd und trägt die amtliche Nummer 55. Die Großwohnsiedlung Neuplanitz wurde zwischen 1971 und 1981 in der westlichen Flur von Niederplanitz in Plattenbauweise errichtet. Sie wird heute als eigener Stadtteil geführt.

## Lage

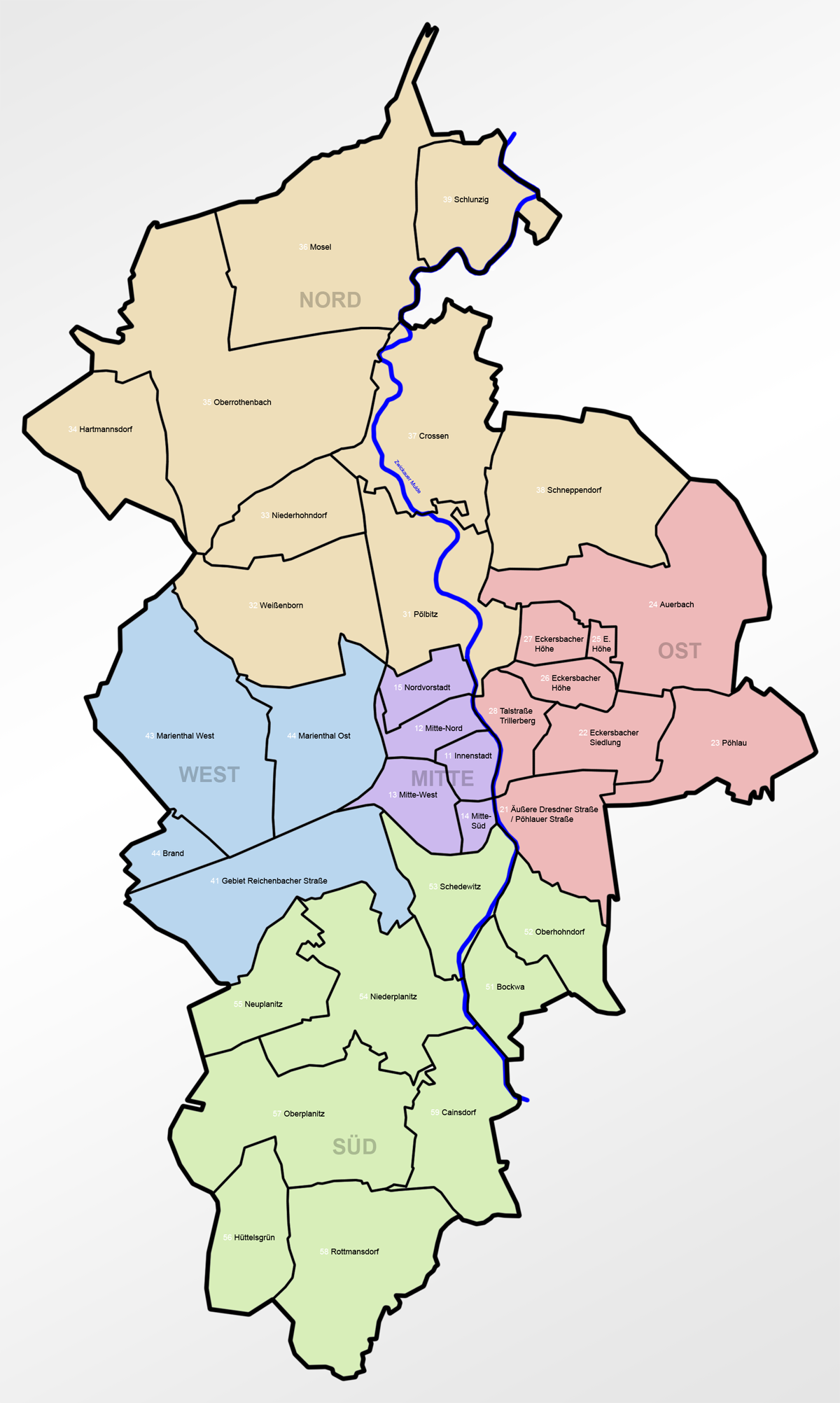
Stadtbezirke und Stadtteile von Zwickau

Neuplanitz liegt im Südwesten der Stadt in der westlichen Flur von Niederplanitz. Im Nordwesten grenzt Neuplanitz an den Stadtteil 41 (Gebiet Reichenbacher Straße und Freiheitssiedlung), im Nordosten und Osten an den Stadtteil 54 Niederplanitz, im Süden und Südwesten an den Stadtteil 57 Oberplanitz und westlich an die Gemeinde Lichtentanne. Nördlich von Neuplanitz liegt der Zwickauer Flugplatz.

## Geschichte

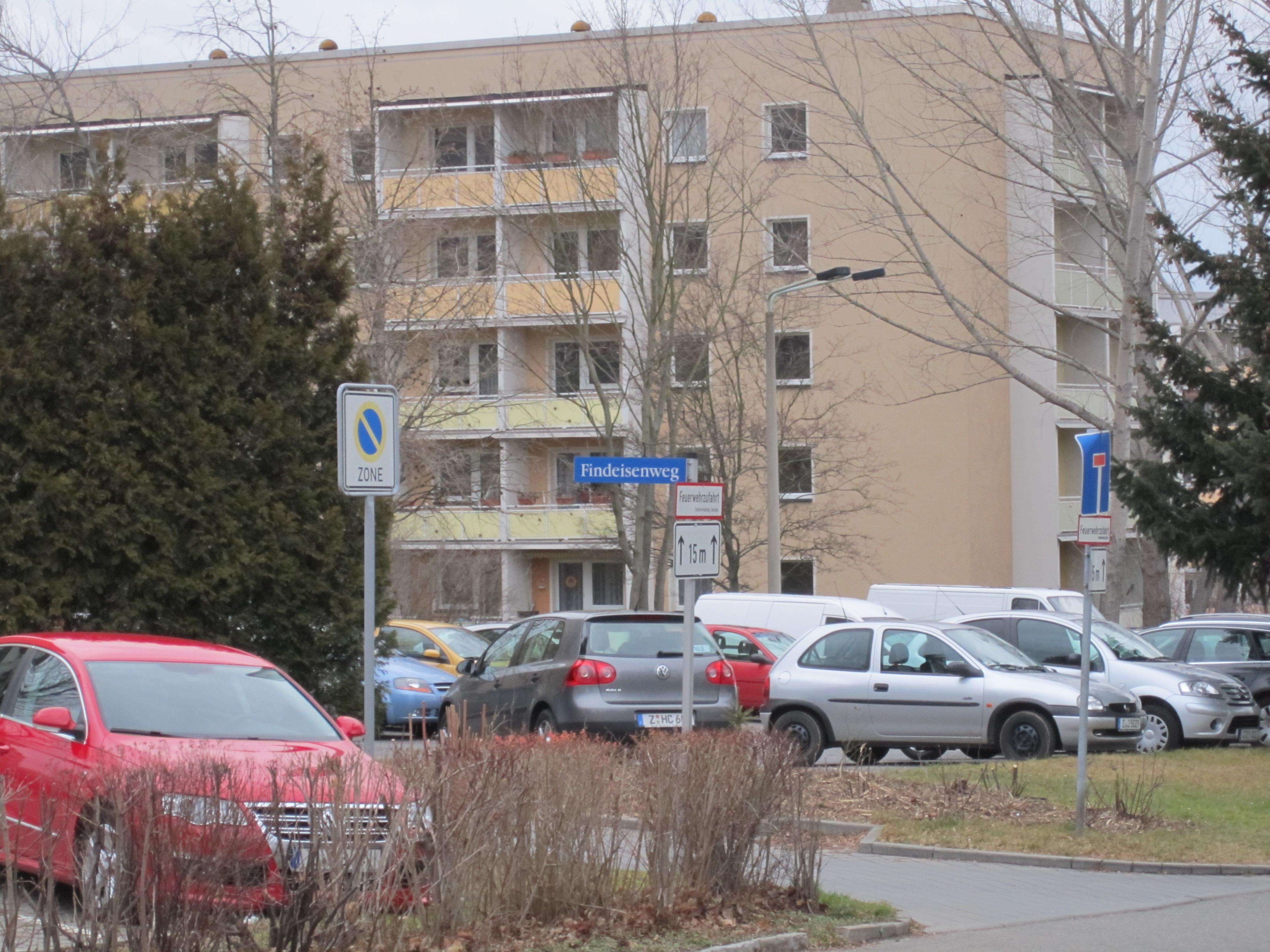
Neubaublock in Neuplanitz

Am 28. April 1973 wurde der Grundstein für Neuplanitz gelegt. Die Bauphase dauert bis 1981. Neuplanitz ist nach Eckersbach E5 das zweitgrößte Plattenbaugebiet der Stadt Zwickau. Neuplanitz liegt – auch heute noch – auf Niederplanitzer Gemarkung.
Um 1988/1989 lebten in Neuplanitz etwa 20.000 Menschen. Seitdem fiel die Einwohnerzahl aufgrund starker Wanderungsverluste um mehr als 50 Prozent ab. Am 11. Dezember 2005 wurde die Erweiterungsstrecke der Straßenbahn Zwickau von der Stadthalle in Schedewitz nach Neuplanitz eröffnet. 2019 eröffnete ein russischer Investor in Neuplanitz in einer früheren DDR-Kaufhalle einen Supermarkt im unteren Preissegment.

## Bevölkerungsentwicklung
| Datum             | Einwohnerzahl |
| ----------------- | ------------- |
| 31. Dezember 1998 | 14.060        |
| 31. Dezember 1999 | 12.781        |
| 31. Dezember 2000 | 12.240        |
| 31. Dezember 2001 | 12.287        |
| 31. Dezember 2002 | 11.551        |
| 31. Dezember 2003 | 10.985        |
| 31. Dezember 2004 | 10.450        |
| 31. Dezember 2005 | 10.174        |
| 31. Dezember 2006 | 9.736         |
| 30. Juni 2007     | 9.547         |
| 30. Juni 2011     | 8.654         |

| Jahr | Einwohnerzahl (Prognose) |
| ---- | ------------------------ |
| 2015 | 6.800                    |
| 2020 | 6.000                    |